# Thomas Hertog

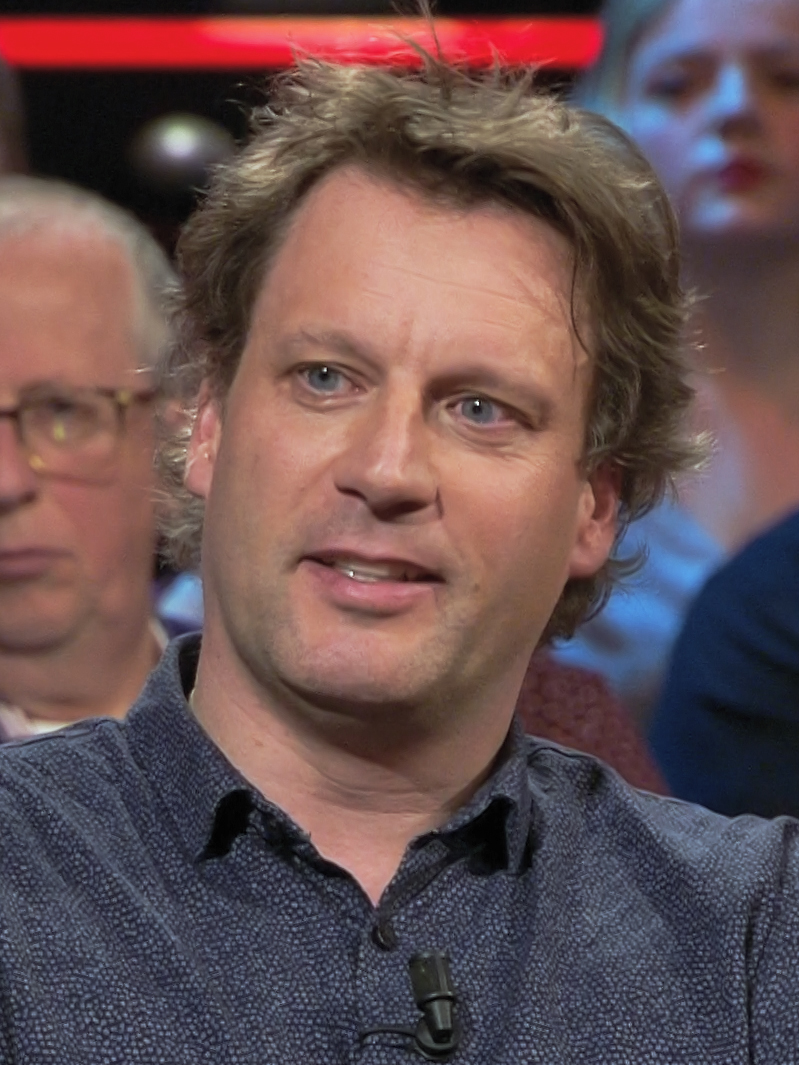
Thomas Hertog (DWDD, 2018)

Thomas Hertog (Leuven, 27 mei 1975) is een Belgische theoretisch natuurkundige en als hoogleraar verbonden aan de KU Leuven.

## Biografie
Hij studeerde in 1997 af aan de KU Leuven als licentiaat natuurkunde met felicitaties van de jury. Hij volgde aan de University of Cambridge de masteropleiding Part 3 of the Mathematical Tripos, waarna hij de mogelijkheid kreeg te promoveren bij Stephen Hawking op het gebied van kosmische inflatie, een vertakking van de oerknaltheorie.
Nadien werkte hij als onderzoeker aan de University of California - Santa Barbara in de Verenigde Staten en de Université de Paris VII in Frankrijk. Hij werd in 2005 fellow aan het CERN in Genève. In oktober 2011 werd Hertog via het Odysseusprogramma van de Vlaamse regering benoemd tot hoogleraar aan het Instituut voor Theoretische Fysica van de KU Leuven. Hij leidt er een onderzoeksgroep met als onderwerp de relatie tussen de oerknal en de snaartheorie met daarbij de overweging dat begrippen als ruimte en tijd hun betekenis verliezen. Hij benadrukt ook Lemaître's inzicht dat de oerknal centraal staat in Einsteins gravitatiegolven.
Met James Hartle en voorheen Stephen Hawking verricht Hertog werk op het gebied van kwantumkosmologie en de snaartheorie. In 2011 kwamen zij na jarenlang zoeken tot een nieuw inzicht door de wiskunde van de kwantumkosmologie en die van de snaartheorie in elkaar te laten schuiven.
In 2018 publiceerde hij 'A smooth exit from eternal inflation?' met Stephen Hawking.
In 2023 schreef hij het boek ‘On the Origin of Time’. Hij was dat jaar tevens de eerste gast in het VPRO-programma Zomergasten.

## Selecte bibliografie
- Het ontstaan van de tijd, T. Hertog (Lannoo, 2023)
- BIG BANG, De verbeelding van het universum, Thomas Hertog & Barbara Baert (Hannibal Books, 2021)
- Gravitational Wave Bursts from Cosmic Superstrings with Y-junctions, P. Binetruy, A. Bohe, T. Hertog, D. Steer, Phys. Rev. D80 (2009) 123510 [arXiv:0907.4522[hep-th]].
- Towards a Big Crunch Dual, T. Hertog, G.T. Horowitz, JHEP 0407 (2004) 073 [arXiv:hep-th./04061 34].
- Brane New World, S.W. Hawking, T. Hertog, H.S. Reall, Phys. Rev. P62 (2000) 043501 [arXiv:hep-th/0003052].

## Bestseller 60
| Boeken met noteringen in de Nederlandse Bestseller 60 | Jaar van verschijnen | Datum van binnenkomst | Hoogste positie | Aantal weken | Opmerkingen |
| ----------------------------------------------------- | -------------------- | --------------------- | --------------- | ------------ | ----------- |
| Het ontstaan van de tijd                              | 2023                 | 22-03-2023            | 9               | 7            |             |

- Gemeinsame Normdatei: 1284730417
- International Standard Name Identifier: 0000 0005 0728 0321
- Mathematics Genealogy Project: 112216
- Nationale Bibliotheek van Tsjechië: mzk20231189725
- ORCID: 0000-0002-9021-5966
- Virtual International Authority File: 4577153472524645360001